# Neoancistrotus
Genre
Synonymes
- Neomitobatoides Mello-Leitão, 1933

Neoancistrotus est un genre d'opilions laniatores de la famille des Gonyleptidae.

## Distribution
Les espèces de ce genre sont endémiques du Brésil. Elles se rencontrent dans les États de Rio de Janeiro, du Minas Gerais, de São Paulo et du Paraná.

## Liste des espèces
Selon World Catalogue of Opiliones (28/08/2021) :
- Neoancistrotus bifurcatus (Koch, 1839)
- Neoancistrotus bipustulatus (Mello-Leitão, 1940)
- Neoancistrotus bristowei (Mello-Leitão, 1924)
- Neoancistrotus dubius (Mello-Leitão, 1932)
- Neoancistrotus gracilis (Roewer, 1917)
- Neoancistrotus guapimirim (Soares & Soares, 1946)
- Neoancistrotus intermedius (Mello-Leitão, 1936)
- Neoancistrotus maculipalpi (Soares & Soares, 1948)
- Neoancistrotus nigroides (Soares & Soares, 1947)
- Neoancistrotus obscurus (Mello-Leitão, 1931)
- Neoancistrotus rosai (Mello-Leitão, 1933)
- Neoancistrotus thiacanthus Mello-Leitão, 1927

## Publication originale
- Mello-Leitão, 1927 : « Generos novos de Gonyleptideos (Nota previa). » Boletim do Museu Nacional, vol. 3, p. 13–22.